# Beaurain
Pour les articles homonymes, voir Beaurain (homonymie).
Ne doit pas être confondu avec Beaurains.
Beaurain est une commune française située dans le département du Nord, en région Hauts-de-France.

## Géographie

### Localisation
Beaurain, limitrophe de Solesmes, est situé à 23 km à l'est de Cambrai, 20 km au sud de Valenciennes, 10 km au sud-ouest du Quesnoy et 18 km de la frantière franco-belge, 31 km au sud-ouest de Maubeuge et 68 km de Charleroi, 66 km au nord de Laon et 44 km de Saint-Quentin.
Le village est traversé par le sentier de grande randonnée de pays GRP du Cambésis.

### Communes limitrophes
|          | Romeries |                   |
|          | Beaurain | Vendegies-au-Bois |
| Solesmes |          |                   |

### Hydrographie
La commune est située dans le bassin Artois-Picardie. Elle n'est drainée par aucun cours d'eau,.

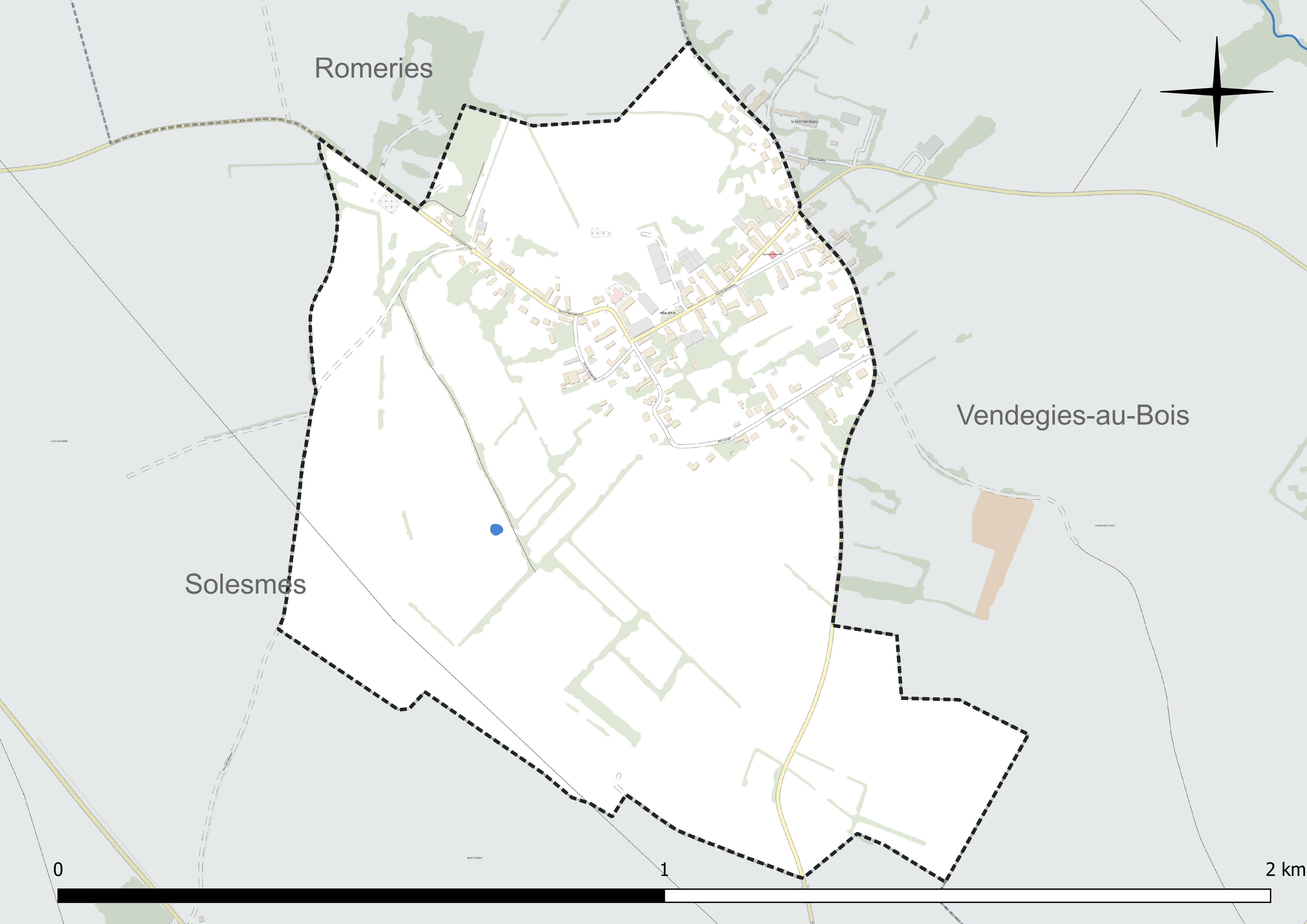
Réseau hydrographique de Beaurain.

### Climat
Pour des articles plus généraux, voir Climat des Hauts-de-France et Climat du Nord.
En 2010, le climat de la commune est de type climat océanique dégradé des plaines du Centre et du Nord, selon une étude du CNRS s'appuyant sur une série de données couvrant la période 1971-2000. En 2020, Météo-France publie une typologie des climats de la France métropolitaine dans laquelle la commune est exposée à un climat océanique altéré et est dans la région climatique Nord-est du bassin Parisien, caractérisée par un ensoleillement médiocre, une pluviométrie moyenne régulièrement répartie au cours de l'année et un hiver froid (3 °C).
Pour la période 1971-2000, la température annuelle moyenne est de 9,8 °C, avec une amplitude thermique annuelle de 15 °C. Le cumul annuel moyen de précipitations est de 786 mm, avec 12,2 jours de précipitations en janvier et 9,6 jours en juillet. Pour la période 1991-2020, la température moyenne annuelle observée sur la station météorologique la plus proche, située sur la commune de Valenciennes à 20 km à vol d'oiseau, est de 11,0 °C et le cumul annuel moyen de précipitations est de 694,1 mm,. Pour l'avenir, les paramètres climatiques de la commune estimés pour 2050 selon différents scénarios d'émission de gaz à effet de serre sont consultables sur un site dédié publié par Météo-France en novembre 2022.

## Urbanisme

### Typologie
Au 1er janvier 2024, Beaurain est catégorisée commune rurale à habitat dispersé, selon la nouvelle grille communale de densité à sept niveaux définie par l'Insee en 2022.
Elle est située hors unité urbaine. Par ailleurs la commune fait partie de l'aire d'attraction de Valenciennes (partie française), dont elle est une commune de la couronne,. Cette aire, qui regroupe 102 communes, est catégorisée dans les aires de 200 000 à moins de 700 000 habitants,.

### Occupation des sols
L'occupation des sols de la commune, telle qu'elle ressort de la base de données européenne d'occupation biophysique des sols Corine Land Cover (CLC), est marquée par l'importance des territoires agricoles (76,2 % en 2018), une proportion identique à celle de 1990 (76,2 %). La répartition détaillée en 2018 est la suivante : 
prairies (39,1 %), terres arables (37 %), zones urbanisées (23,8 %). L'évolution de l'occupation des sols de la commune et de ses infrastructures peut être observée sur les différentes représentations cartographiques du territoire : la carte de Cassini (XVIIIe siècle), la carte d'état-major (1820-1866) et les cartes ou photos aériennes de l'IGN pour la période actuelle (1950 à aujourd'hui).

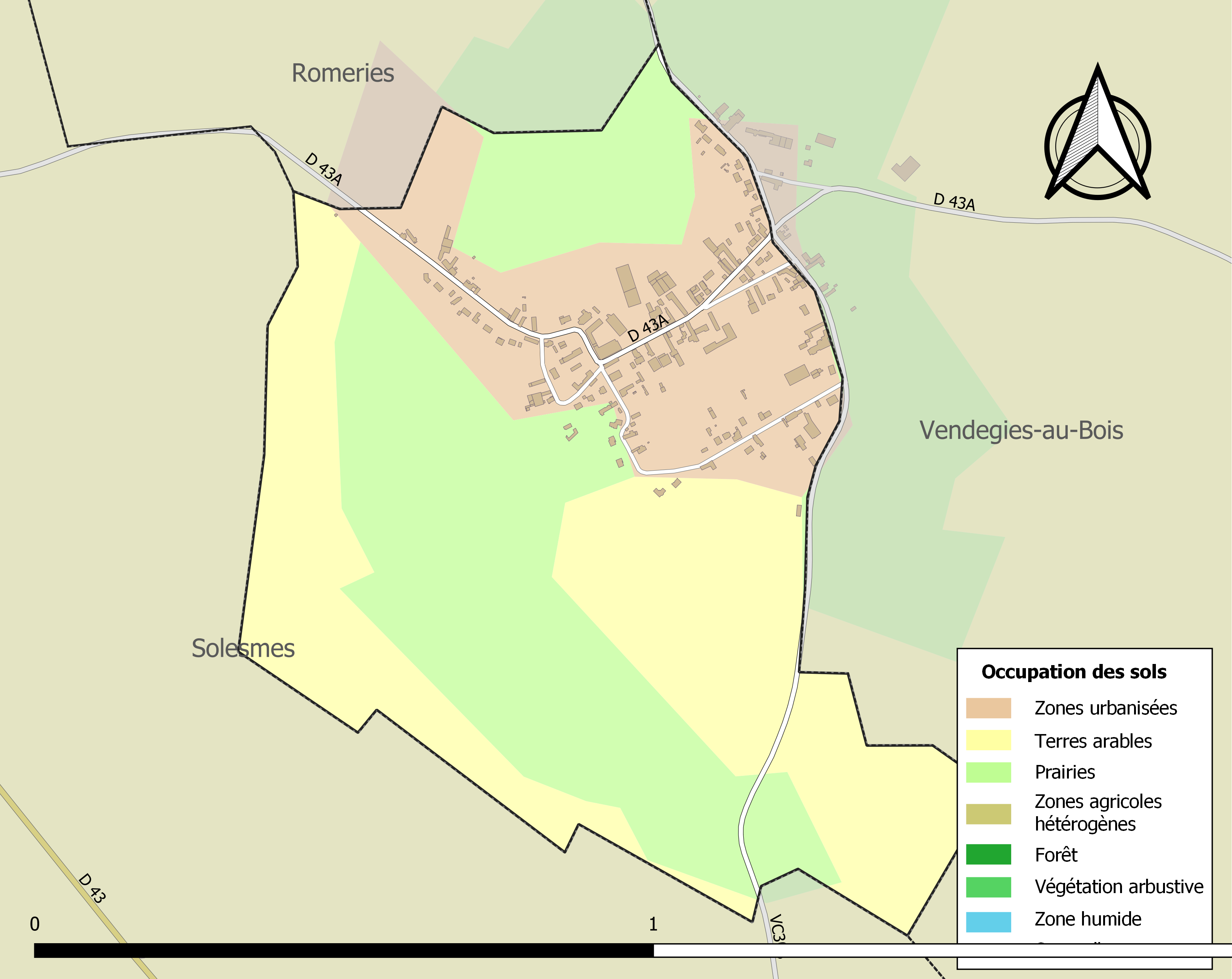
Carte des infrastructures et de l'occupation des sols de la commune en 2018 (CLC).

### Habitat et logement
En 2019, le nombre total de logements dans la commune était de 91, alors qu'il était de 86 en 2014 et de 93 en 2009.
Parmi ces logements, 91,1 % étaient des résidences principales, 0 % des résidences secondaires et 8,9 % des logements vacants. Ces logements étaient pour 100 % d'entre eux des maisons individuelles et pour 0 % des appartements.
Le tableau ci-dessous présente la typologie des logements à Beaurain en 2019 en comparaison avec celle du Nord et de la France entière. Une caractéristique marquante du parc de logements est ainsi une proportion de résidences secondaires et logements occasionnels (0 %) inférieure à celle du département (1,6 %) mais supérieure à celle de la France entière (9,7 %). Concernant le statut d'occupation de ces logements, 80,5 % des habitants de la commune sont propriétaires de leur logement (85,4 % en 2014), contre 54,7 % pour le Nord et 57,5 pour la France entière.
| Typologie                                               | Beaurain | Nord | France entière |
| ------------------------------------------------------- | -------- | ---- | -------------- |
| Résidences principales (en %)                           | 91,1     | 90,6 | 82,1           |
| Résidences secondaires et logements occasionnels (en %) | 0        | 1,6  | 9,7            |
| Logements vacants (en %)                                | 8,9      | 7,8  | 8,2            |

## Politique et administration

### Rattachements administratifs et électoraux

#### Rattachements administratifs
La commune se trouve dans l'arrondissement de Cambrai du département du Nord.
Elle faisait partie depuis 1801 du canton de Solesmes. Dans le cadre du redécoupage cantonal de 2014 en France, cette circonscription administrative territoriale a disparu, et le canton n'est plus qu'une circonscription électorale.

#### Rattachements électoraux
Pour les élections départementales, la commune fait partie depuis 2014 du canton de Caudry
Pour l'élection des députés, elle fait partie de la douzième circonscription du Nord.

### Intercommunalité
Beaurain est membre de la communauté de communes du Pays solesmois, un établissement public de coopération intercommunale (EPCI) à fiscalité propre créé fin 1994  et auquel la commune a transféré un certain nombre de ses compétences, dans les conditions déterminées par le code général des collectivités territoriales.

### Liste des maires
Maire en 1881 : Drecq.
| Période                                  | Période                       | Identité              | Étiquette | Qualité                                    |
| ---------------------------------------- | ----------------------------- | --------------------- | --------- | ------------------------------------------ |
| Les données manquantes sont à compléter. |                               |                       |           |                                            |
| avant 1802                               | après 1807                    | Damien Caffiau        |           |                                            |
| Les données manquantes sont à compléter. |                               |                       |           |                                            |
| 2001                                     | 2004                          | Daniel Ruelle         |           |                                            |
| 2004                                     | 2009                          | Jules-Noël Cauderlier |           | Démissionnaire                             |
| 2009                                     | En cours (au 2 décembre 2020) | Denis Semaille        |           | Enseignant Réélu pour le mandat 2020-2026, |

## Équipements et services publics

### Enseignement
Beaurain fait partie de l'académie de Lille.

## Population et société

### Démographie

#### Évolution démographique
L'évolution du nombre d'habitants est connue à travers les recensements de la population effectués dans la commune depuis 1793. Pour les communes de moins de 10 000 habitants, une enquête de recensement portant sur toute la population est réalisée tous les cinq ans, les populations de référence des années intermédiaires étant quant à elles estimées par interpolation ou extrapolation. Pour la commune, le premier recensement exhaustif entrant dans le cadre du nouveau dispositif a été réalisé en 2006.

En 2022, la commune comptait 233 habitants, en évolution de +0,87 % par rapport à 2016 (Nord : +0,51 %, France hors Mayotte : +2,11 %).
| 1793 | 1800 | 1806 | 1821 | 1831 | 1836 | 1841 | 1846 | 1851 |
| ---- | ---- | ---- | ---- | ---- | ---- | ---- | ---- | ---- |
| 292  | 208  | 219  | 304  | 356  | 377  | 396  | 413  | 430  |

| 1856 | 1861 | 1866 | 1872 | 1876 | 1881 | 1886 | 1891 | 1896 |
| ---- | ---- | ---- | ---- | ---- | ---- | ---- | ---- | ---- |
| 455  | 454  | 431  | 414  | 382  | 388  | 355  | 356  | 342  |

| 1901 | 1906 | 1911 | 1921 | 1926 | 1931 | 1936 | 1946 | 1954 |
| ---- | ---- | ---- | ---- | ---- | ---- | ---- | ---- | ---- |
| 304  | 267  | 238  | 218  | 201  | 178  | 161  | 158  | 173  |

| 1962 | 1968 | 1975 | 1982 | 1990 | 1999 | 2006 | 2011 | 2016 |
| ---- | ---- | ---- | ---- | ---- | ---- | ---- | ---- | ---- |
| 178  | 161  | 155  | 163  | 172  | 171  | 221  | 225  | 231  |

| 2021 | 2022 | - | - | - | - | - | - | - |
| ---- | ---- | - | - | - | - | - | - | - |
| 233  | 233  | - | - | - | - | - | - | - |

#### Pyramide des âges
La population de la commune est relativement jeune.
En 2018, le taux de personnes d'un âge inférieur à 30 ans s'élève à 39,8 %, soit au-dessus de la moyenne départementale (39,5 %). À l'inverse, le taux de personnes d'âge supérieur à 60 ans est de 20,3 % la même année, alors qu'il est de 22,5 % au niveau départemental.
En 2018, la commune comptait 115 hommes pour 116 femmes, soit un taux de 50,22 % de femmes, légèrement inférieur au taux départemental (51,77 %).
Les pyramides des âges de la commune et du département s'établissent comme suit.
| Hommes | Classe d’âge | Femmes |
| ------ | ------------ | ------ |
| 0,9    | 90 ou +      | 0,0    |
| 0,0    | 75-89 ans    | 5,2    |
| 17,4   | 60-74 ans    | 17,2   |
| 21,7   | 45-59 ans    | 12,1   |
| 22,6   | 30-44 ans    | 23,3   |
| 17,4   | 15-29 ans    | 16,4   |
| 20,0   | 0-14 ans     | 25,9   |

| Hommes | Classe d’âge | Femmes |
| ------ | ------------ | ------ |
| 0,5    | 90 ou +      | 1,4    |
| 5,3    | 75-89 ans    | 8,1    |
| 14,8   | 60-74 ans    | 16,2   |
| 19,1   | 45-59 ans    | 18,4   |
| 19,5   | 30-44 ans    | 18,7   |
| 20,7   | 15-29 ans    | 19,1   |
| 20,2   | 0-14 ans     | 18     |

## Culture et patrimoine

### Lieux et monuments
- L'église Sainte-Marie-Madeleine : l'église d'origine, ayant subi de très importants dommages par les bombardements anglais en octobre 1918 lors de la prise du village, a été reconstruite entre 1928 et 1931[25].

L'église Sainte-Marie-Madeleine
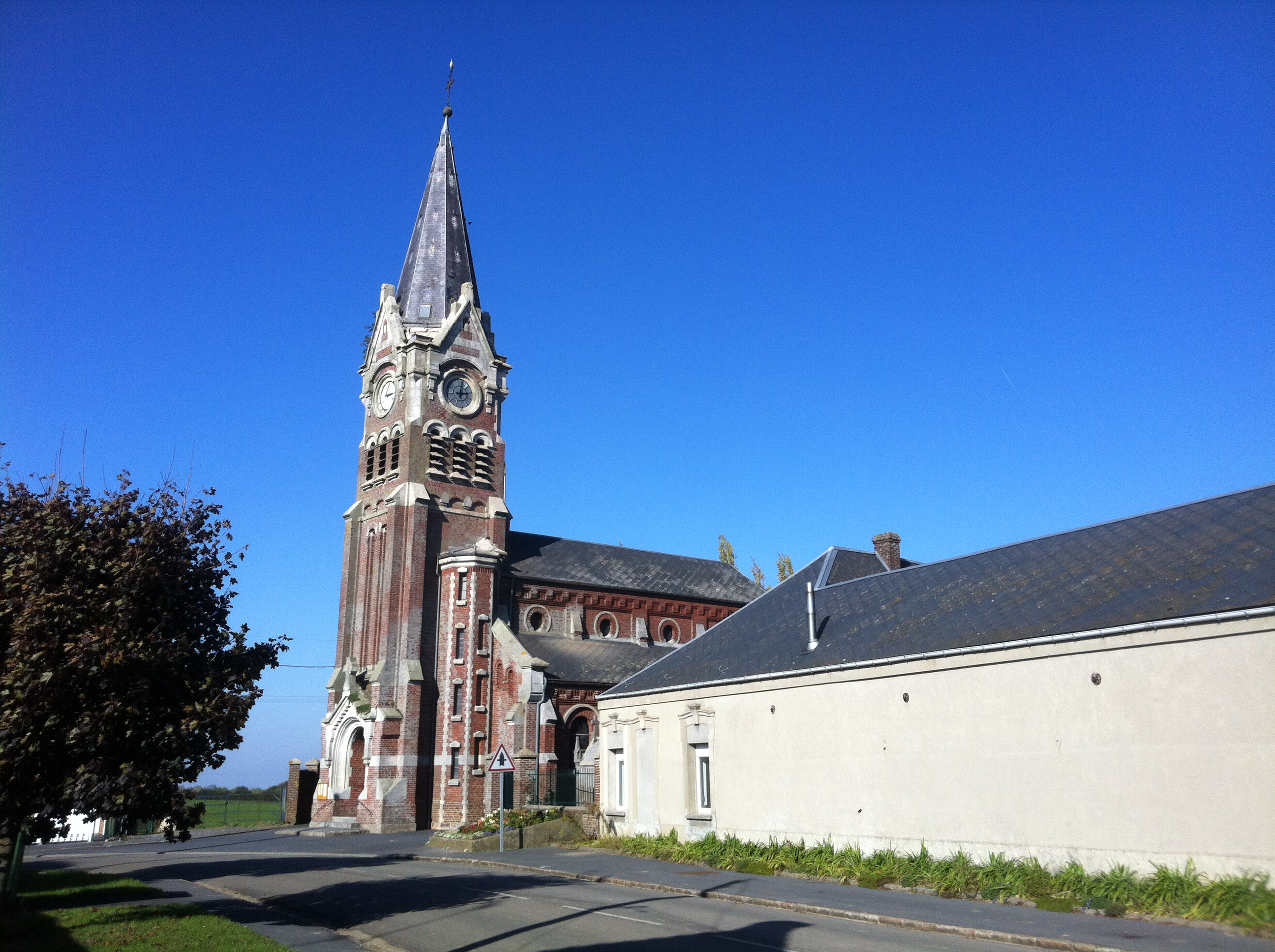
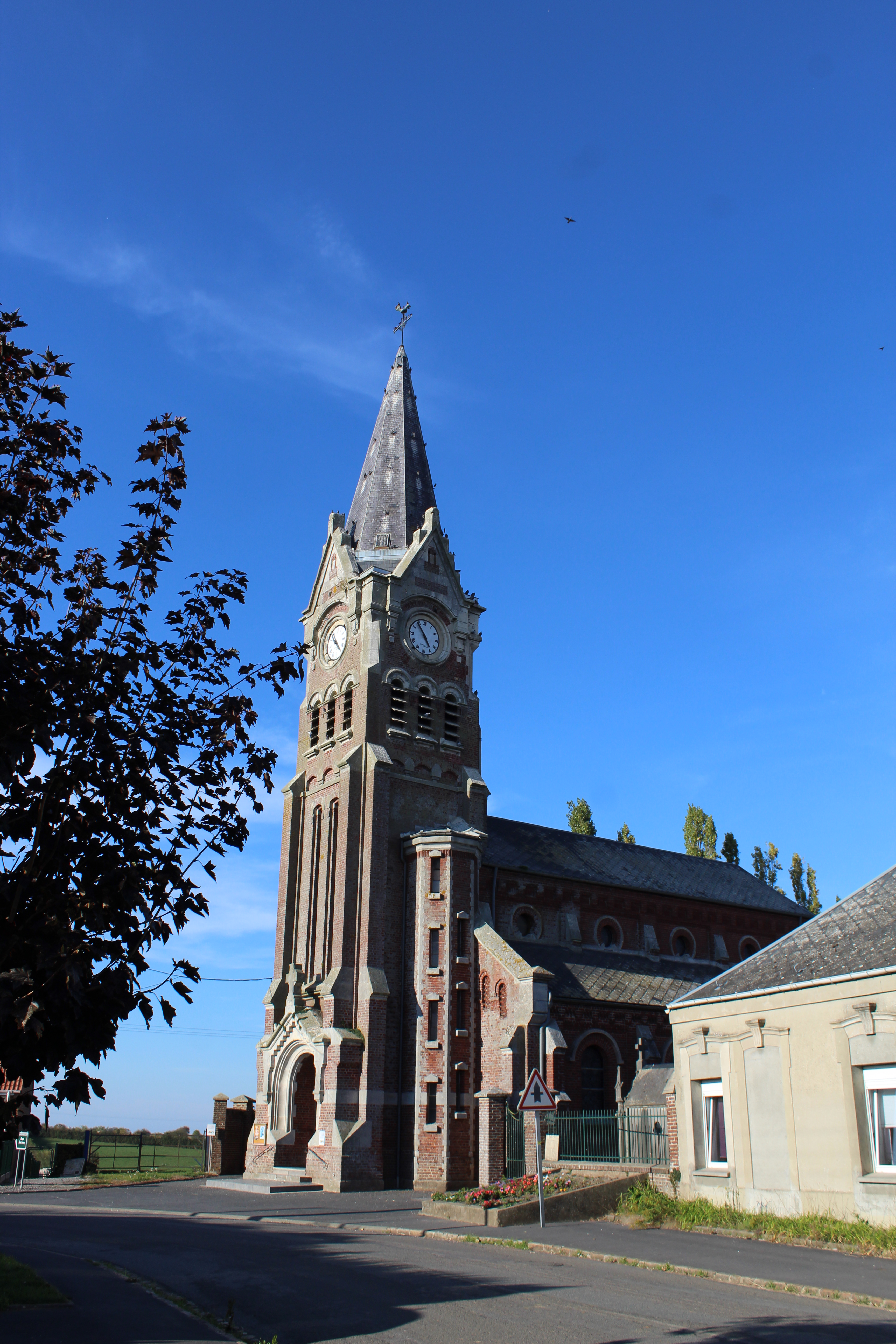
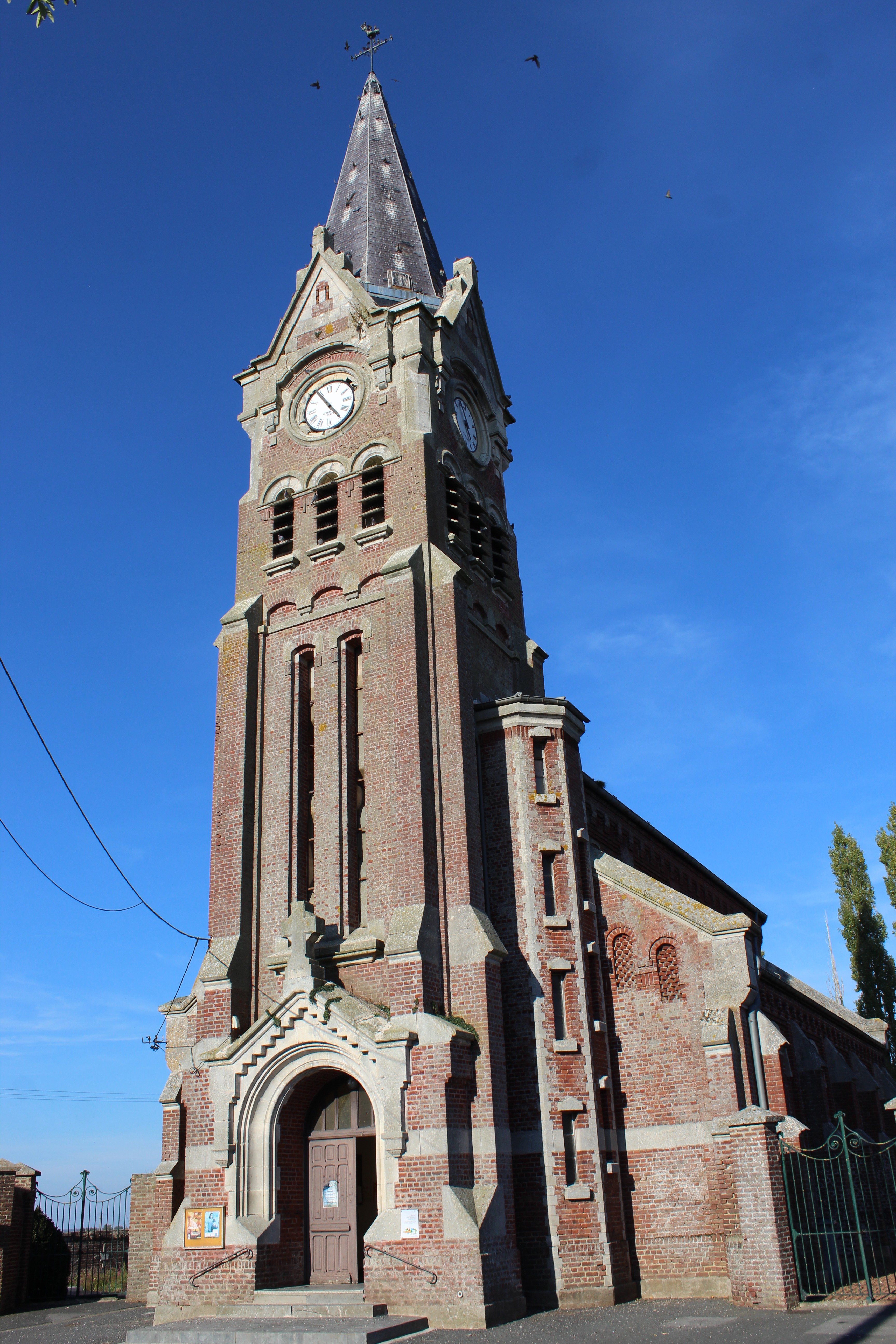
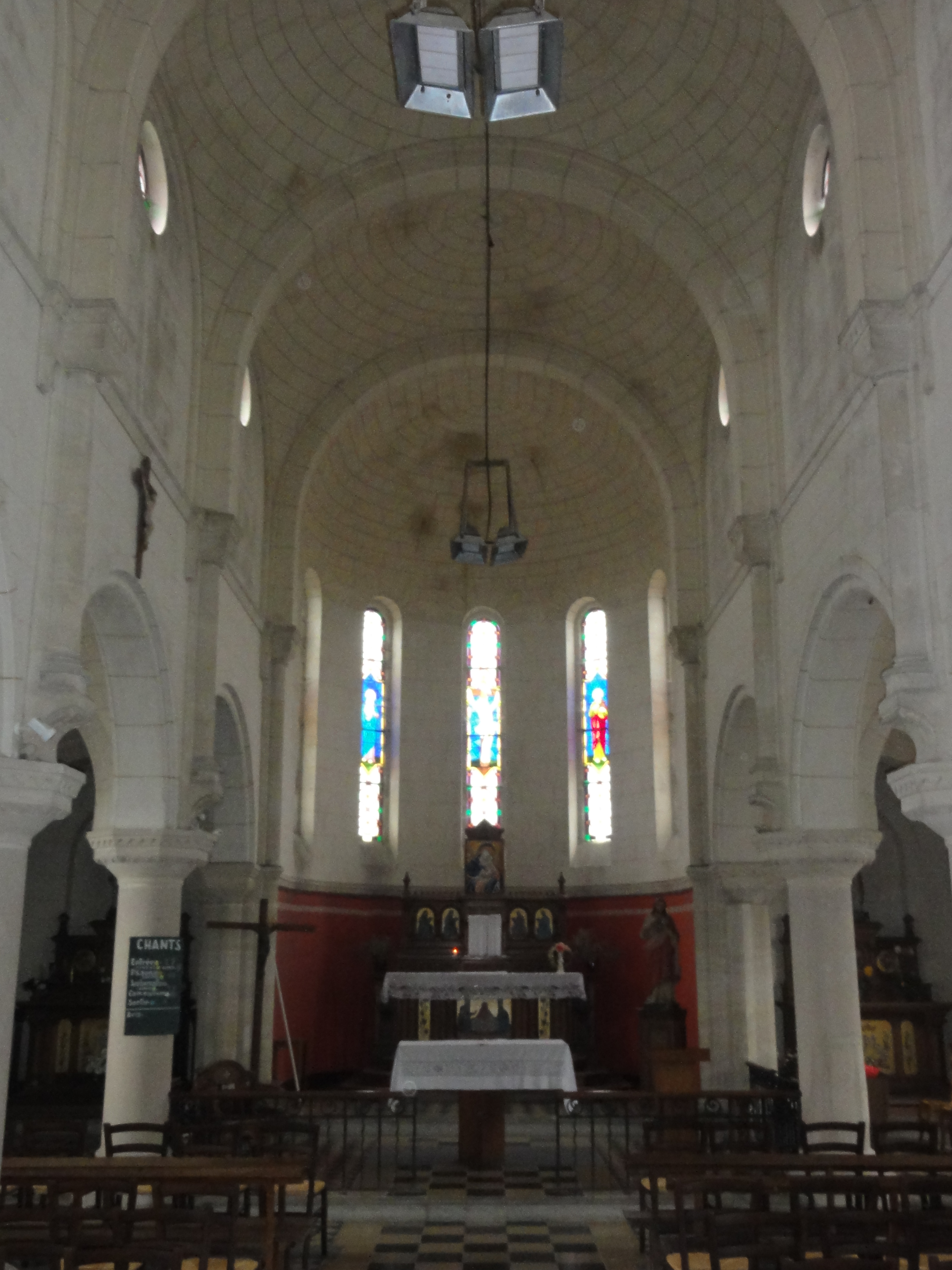
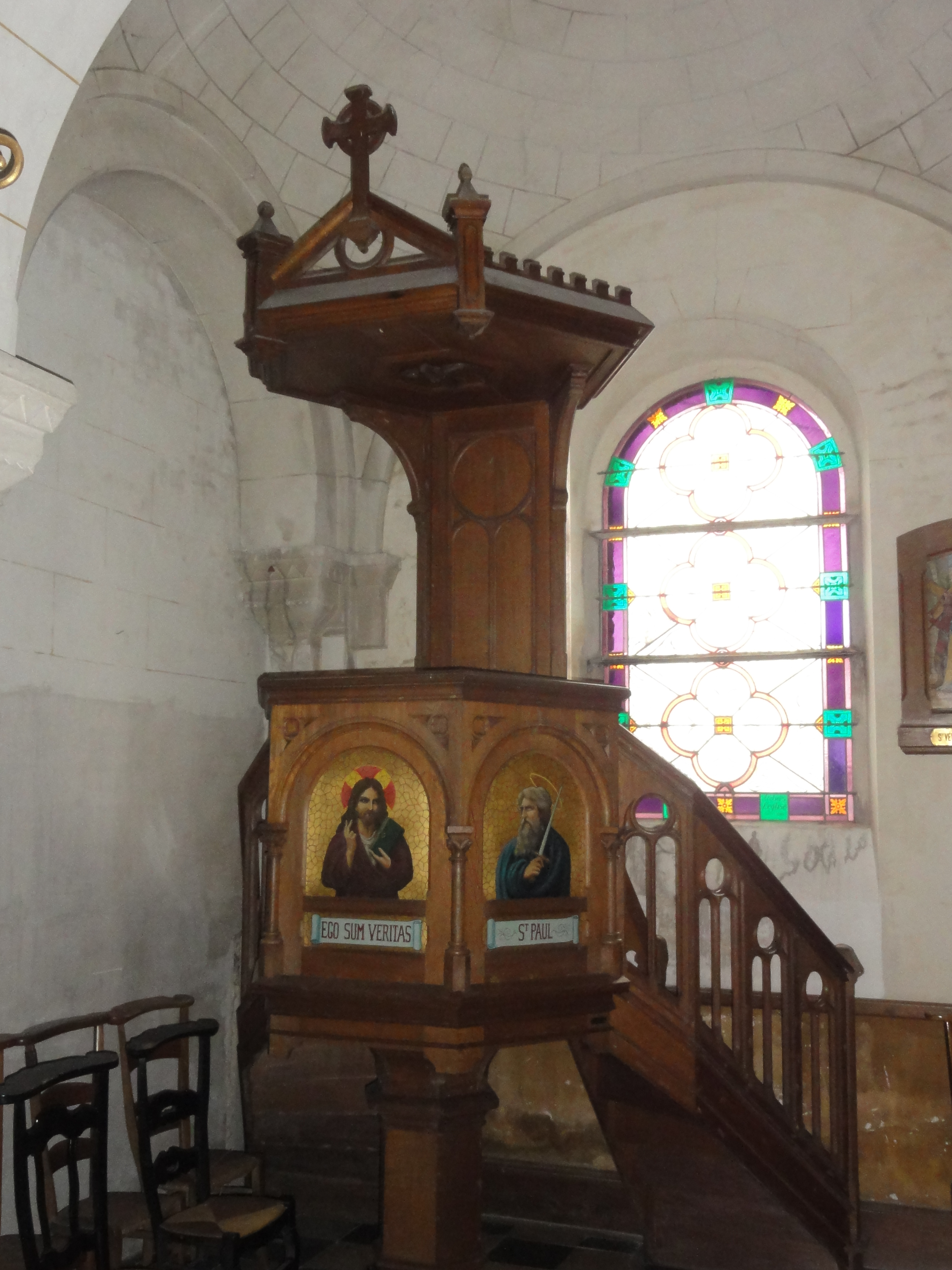

- Borne : « Qui me déplantera, trouvera » telle est l'inscription, datée de 1804, gravée sur une borne à la limite nord-est du territoire de Beaurain au lieu-dit : "Le Petit-Vendegies. Au temps de l'homme sans histoire, à cette époque si reculée qu'elle refuse même la probabilité d'une date, où l'homme vivait avec les animaux et au milieu de plantes d'espèces aujourd'hui éteintes, Solesmes était habité. Des peuples dont l'histoire ignore le nom et qui vivaient à une époque indéterminée, ont marqué par de gigantesques monuments en pierre brute leur séjour et leur passage dans notre ville et notre région (ex. : Dolmen du Gros Caillou, au grès Montfort à Vendegies-sur-Écaillon, appuyé sur trois piliers en blocage de grès sous lequel on a trouvé d'ailleurs une petite hache en silex taillé). Autres éléments qui confirment cette thèse : les nombreux silex taillés retrouvés sur la colline du « Mourmont » à la sablonnière au lieu-dit « Terres de la République » conservés et exposés à l'hôtel de ville, andouillers et ossements de rennes, magnifique défense de mammouth, objets conservés en partie au musée de Bavay. Autres constructions de la même époque découvertes en 1850 à la Sucrerie. Ils nous ont laissé aussi comme témoin de leur passage de nombreux objets (monnaie, médailles, tuiles, carreaux) découverts lors de l'installation du marché aux bestiaux à Viesly, Bermerain, Briastre, Saulzoir, Haspres et les ruines d'une immense tour découverte à Haussy en 1829.[réf. nécessaire]

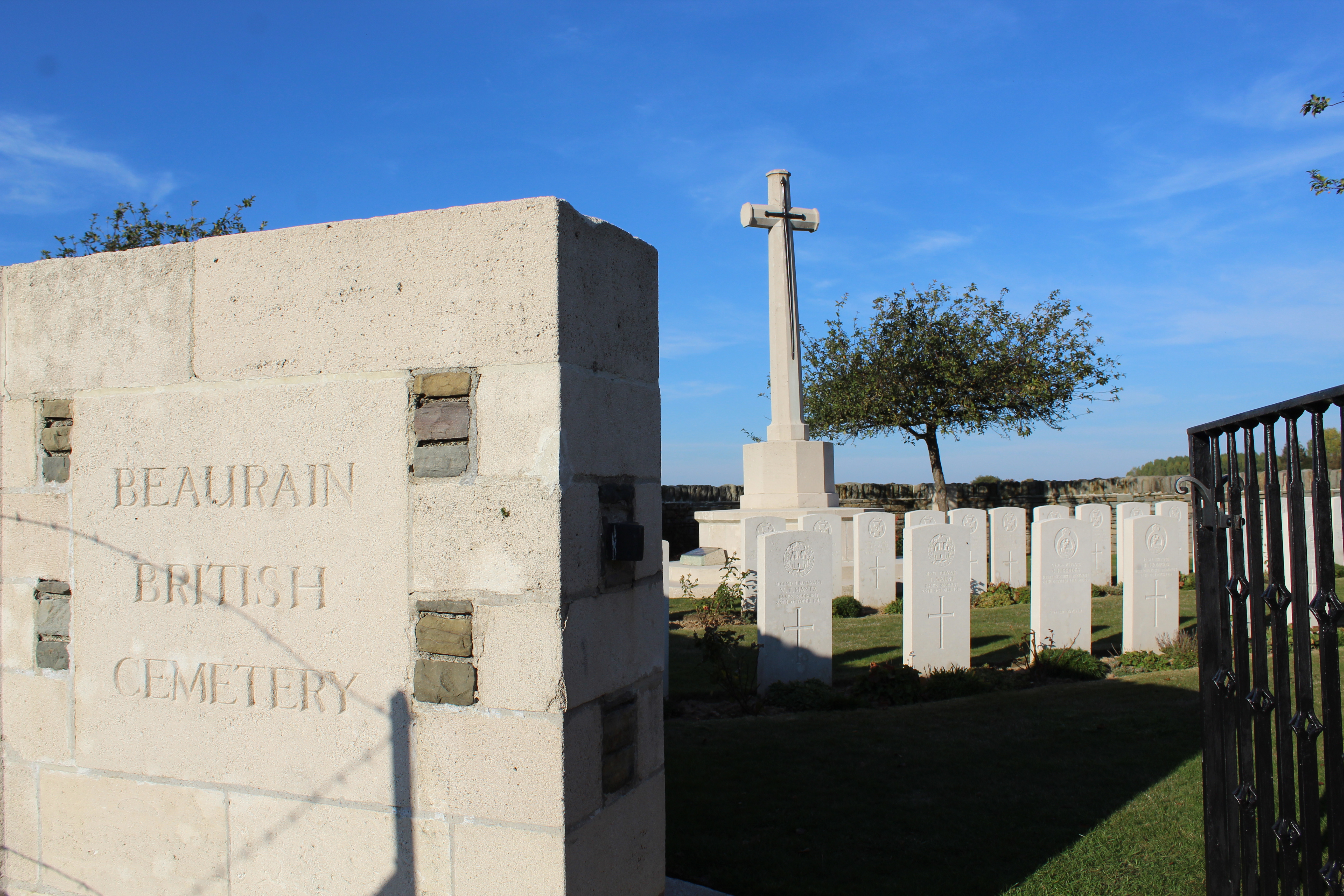
Le cimetière militaire britannique.

- Le Beaurain British Cemetery, |cimetière militaire britannique situé dans les prés à 200 m de l'église.

- Motte castrale, près de l'église ;
- Chapelles Notre-Dame des Sept douleurs et du Cœur immaculé de Marie

### Personnalités liées à la commune
- Jean Bodel, un des plus anciens auteurs lyriques, conteurs et dramaturges nettement individualisés de la littérature française, finit ses jours à la léproserie du Grand Val à Beaurain entre octobre 1209 et février 1210.

### Héraldique
| Blason de Beaurain | Blason  | Vairé d'or et d'azur.                            |
| Blason de Beaurain | Détails | Le statut officiel du blason reste à déterminer. |

## Pour approfondir